# John Bloom (monteur)
Pour les articles homonymes, voir John Bloom et Bloom.
John Bloom, né le 12 septembre 1935 à Londres, est un monteur britannique avec près de cinquante films à son crédit en commençant par le film de 1960, The Impersonator,. Il est le frère de l'actrice Claire Bloom.

## Filmographie (sélection)
- 1966 : Georgy Girl de Silvio Narizzano
- 1968 : Le Lion en hiver d'Anthony Harvey
- 1972 : Voyages avec ma tante de George Cukor
- 1976 :  Le Message de Mustapha Akkad
- 1978 : Les Guerriers de l'enfer de Karel Reisz
- 1979 : Dracula de John Badham
- 1981 : La Maîtresse du lieutenant français de Karel Reisz
- 1982 : Gandhi de Richard Attenborough
- 1983 : Trahisons conjugales de David Hugh Jones
- 1983 : Under Fire de Roger Spottiswoode
- 1985 : Chorus Line de Richard Attenborough
- 1987 : La Veuve noire de Bob Rafelson
- 1990 : Air America de Roger Spottiswoode
- 1994 : Un homme presque parfait de Robert Benton
- 1996 : Le Club des ex de Hugh Wilson
- 2001 : Bel Esprit de Mike Nichols
- 2003 : Angels in America de Mike Nichols
- 2004 : Closer, entre adultes consentants de Mike Nichols
- 2006 : Chronique d'un scandale de Richard Eyre
- 2007 : La Guerre selon Charlie Wilson de Mike Nichols

### Source de la traduction
- (en) Cet article est partiellement ou en totalité issu de l’article de Wikipédia en anglais intitulé « John Bloom (film editor) » (voir la liste des auteurs).